# 1987 no desporto

## Eventos

### Atletismo
- 31 de dezembro - Rolando Vera do Equador vence a Corrida de São Silvestre, com um tempo de 39min02s56; no feminino Martha Tenorio também do Equador é quem vence, com tempo de 46min27s.

### Automobilismo
- Neste ano as equipes Lotus e Williams utilizaram a suspensão ativa.
- 3 de fevereiro - Em Londres, Inglaterra, a Lotus apresenta o Lotus 99T, o motor Honda V6 Turbo, o patrocínio da Camel (da Reynolds Tobacco International) e o japonês Satoru Nakajima (companheiro de equipe de Ayrton Senna) na temporada de Fórmula 1 em 1987.[1]
- 1 de maio - Nelson Piquet bate forte com seu Williams na curva Tamburello no primeiro treino classificatório do GP de San Marino. Os médicos vetaram o piloto brasileiro de disputar a prova.[2][3]
- 2 de maio - Ayrton Senna larga na pole position no GP de San Marino, a 16ª pole na carreira do piloto brasileiro.[3]
- 17 de maio - Alain Prost vence o GP da Bélgica e iguala a 27ª vitória do escocês Jackie Stewart.[4]
- 31 de maio - Ayrton Senna vence o GP de Mônaco. É a primeira vitória de um piloto brasileiro no Principado de Mônaco, a quinta do piloto na carreira.[5]
- 7 de agosto - Nelson Piquet é confirmado como piloto da Lotus para a temporada de 1988.[6]
- 23 de agosto - Didier Pironi morre em um acidente de competição motonáutica.[7]
- 4 de setembro - Ayrton Senna anuncia oficialmente que é piloto da McLaren para a temporada de 1988.[8]
- 20 de setembro - Alain Prost vence o GP de Portugal, a sua 28ª vitória na carreira, e ele supera as 27 do escocês Jackie Stewart.[9]
- 27 de setembro - É realizada a primeira corrida de Motovelocidade no Brasil. O autódromo de Goiânia recebeu as duas categorias: 250 e 500 cilindradas. Nas 250 cilindradas, a vitória foi do francês Dominique Sarron e nas 500 cilindradas foi de Wayne Gardner, que tornou-se Campeão com duas provas de antecedência e o primeiro australiano na principal categoria.[10]
- 30 de outubro - Nelson Piquet torna-se tricampeão mundial de Fórmula 1 com uma prova de antecedência no primeiro treino classificatório do GP do Japão, em Suzuka, porque Nigel Mansell, seu adversário na disputa do título, perde o controle de seu Williams #5 na saída da primeira perna do "S" da pista japonesa. Ele foi atendido de forma lúcida e nos exames de radiografias não teve fraturas ou contusões graves feitos no hospital de Nagoia. Depois de um período de observação, ele reuniu-se com seu médico particular e tomou a decisão de não correr.[11][12]
- 15 de novembro - Roberto Moreno termina em 6º o GP da Austrália e marca seu primeiro ponto na carreira. O piloto brasileiro da AGS foi beneficiado com a desclassificação do compatriota Ayrton Senna, já que a abertura de refrigeração dos discos de freios dianteiro de sua Lotus estavam centímetros mais largos do que o permitido.[13]

### Basquete
- 23 de agosto O Brasil vence os Estados Unidos por 120 a 115 e conquista a inédita medalha de ouro nos Jogos Pan-Americanos de Indianápolis. É a primeira derrota dos americanos numa final pan-americana.[14]

### Futebol
- 6 de janeiro - O Peñarol vence o Nacional por 4 a 3 nos pênaltis (0 a 0 no tempo normal e na prorrogação), e torna-se campeão uruguaio de 1986 pela 29ª vez.[15][16]
- 25 de fevereiro - O São Paulo vence o Guarani no Brinco de Ouro da Princesa, em Campinas, por 4 a 3 nas cobranças de penalidades (1 a 1 no tempo normal e 2 a 2 na prorrogação) e torna-se campeão Brasileiro de 1986. É o segundo título do Tricolor Paulista, que no jogo de ida empatou em 1 a 1 no Morumbi.[17]
- 27 de maio - O Porto vence o Bayern de Munique por 2 a 1 e torna-se campeão da Liga dos Campeões da Europa pela primeira vez, assim também para Portugal no torneio.[18]
- 12 de julho - O Uruguai vence o Chile por 1 a 0 e torna-se campeão da Copa América. É o décimo terceiro título da Celeste.[19]
- 31 de outubro - O Peñarol torna-se campeão da Copa Libertadores da América ao vencer o América por 1 a 0 na prorrogação (0 a 0 no tempo normal) no Chile. O gol foi de Diego Aguirre aos 15 minutos do segundo tempo da prorrogação. Na fase final, o clube uruguaio perdeu o primeiro jogo (em Cáli) por 2 a 0 e venceu o segundo jogo (em Montevidéu) por 2 a 1. É o quinto título dos Carboneros.[20]
- 9 de dezembro - O Peru entra em luto pela morte de 16 jogadores de futebol e um técnico. O avião no qual viajavam cai perto de Lima, capital do país.
- 13 de dezembro - O Porto sagra-se campeão Intercontinental ao vencer o Peñarol por 2 a 1 (1 a 1 no tempo normal e 1 a 0 na prorrogação). É o primeiro título mundial de Portugal no torneio.[21]
  - O Sport Recife e o Guarani dividem o título de campeão brasileiro no "Módulo Amarelo", após o empate de 11 a 11 nos pênaltis. A confirmação do título só será conhecida assim que o Departamento de Futebol da CBF analisar a súmula do árbitro do jogo.[22][23][24][25][26]

### Rugby
- 20 de março - A França venceu de forma invicta a 93ª edição do principal torneio europeu de nações, o Five Nations, conhecido posteriormente como Six Nations.[27]
- 20 de junho - A Nova Zelandia conquista a primeira edição da Copa do Mundo de Rugby derrotando a França por 29 a 9.[28]

## Nascimentos
| Data            | Nome                             | Profissão                          | Nacionalidade             | Observações | Ref |
| --------------- | -------------------------------- | ---------------------------------- | ------------------------- | ----------- | --- |
| 1 de janeiro    | Meryl Davis                      | patinadora artística               | Estados Unidos            |             |     |
| 9 de janeiro    | Lucas                            | futebolista                        | Brasil                    |             |     |
| 10 de janeiro   | César Cielo                      | nadador                            | Brasil                    |             |     |
| 13 de janeiro   | Marcelo Grohe                    | futebolista                        | Brasil                    |             |     |
| 15 de janeiro   | Kelly Kelly                      | lutadora                           | Estados Unidos            |             |     |
| 15 de janeiro   | Alexander Gustafsson             | artes marciais mistas              | Suécia                    |             |     |
| 16 de janeiro   | Greivis Vásquez                  | basquetebolista                    | Venezuela                 |             |     |
| 20 de janeiro   | Marco Simoncelli                 | motociclista                       | Itália                    | m. 2011     |     |
| 24 de janeiro   | Luís Suárez                      | futebolista                        | Uruguai                   |             |     |
| 24 de janeiro   | Wayne Hennessey                  | futebolista                        | País de Gales             |             |     |
| 2 de fevereiro  | Gerard Piqué                     | futebolista                        | Espanha                   |             |     |
| 8 de fevereiro  | Carolina Kostner                 | patinadora artística               | Itália                    |             |     |
| 10 de fevereiro | Chaz Davies                      | motociclista                       | Reino Unido               |             |     |
| 14 de fevereiro | Joana Neves                      | nadadora paraolímpica              | Brasil                    |             |     |
| 14 de fevereiro | Edinson Cavani                   | futebolista                        | Uruguai                   |             |     |
| 19 de fevereiro | Alexandra Eremia                 | ginasta                            | Roménia                   |             |     |
| 19 de fevereiro | Anna Cappellini                  | patinadora artística               | Itália                    |             |     |
| 25 de fevereiro | Andrew Poje                      | patinador artístico                | Canadá                    |             |     |
| 19 de fevereiro | Rodolfo Ávila                    | automobilista                      | Portugal                  |             |     |
| 27 de fevereiro | Renan Barão                      | lutador de MMA                     | Brasil                    |             |     |
| 2 de março      | Jonas Jerebko                    | basquetebolista                    | Suécia                    |             |     |
| 2 de março      | Mobido Diakité                   | futebolista                        | França                    |             |     |
| 6 de março      | Giorgi Kvaghinidze               | futebolista                        | Geórgia                   |             |     |
| 8 de março      | Bárbara Seixas                   | voleibolista de areia              | Brasil                    |             |     |
| 11 de março     | Bruno Cortês                     | futebolista                        | Brasil                    |             |     |
| 13 de março     | Marco Andretti                   | automobilista                      | Estados Unidos            |             |     |
| 17 de março     | Jung Chan-Sung                   | artes marciais mistas e kickboxing | Coreia do Sul             |             |     |
| 21 de março     | Yuri Ryazanov                    | ginasta                            | Rússia                    | m. 2009     |     |
| 24 de março     | Ramires                          | futebolista                        | Brasil                    |             |     |
| 4 de abril      | Goran Šubara                     | futebolista                        | Austrália                 |             |     |
| 4 de abril      | Sami Khedira                     | futebolista                        | Alemanha                  |             |     |
| 7 de abril      | Martín Cáceres                   | futebolista                        | Uruguai                   |             |     |
| 8 de abril      | Royston Drenthe                  | futebolista                        | Países Baixos             |             |     |
| 9 de abril      | Blaise Matuidi                   | futebolista                        | França                    |             |     |
| 10 de abril     | Maya Gabeira                     | surfista                           | Brasil                    |             |     |
| 10 de abril     | Deyvid Sacconi                   | futebolista                        | Brasil                    |             |     |
| 16 de abril     | Aaron Lennon                     | futebolista                        | Inglaterra                |             |     |
| 19 de abril     | Joe Hart                         | futebolista                        | Inglaterra                |             |     |
| 19 de abril     | Maria Sharapova                  | ex-tenista                         | Rússia                    |             |     |
| 20 de abril     | Damián Escudero                  | futebolista                        | Argentina                 |             |     |
| 21 de abril     | Nílton Ferreira Júnior           | futebolista                        | Brasil                    |             |     |
| 22 de abril     | David Luiz                       | futebolista                        | Brasil                    |             |     |
| 22 de abril     | John Obi Mikel                   | futebolista                        | Nigéria                   |             |     |
| 24 de abril     | Jan Vertonghen                   | futebolista                        | Bélgica                   |             |     |
| 29 de abril     | Joanna Maranhão                  | nadadora                           | Brasil                    |             |     |
| 29 de abril     | William Alves                    | futebolista                        | Brasil                    |             |     |
| 30 de abril     | Edênia Garcia                    | nadadora paraolímpica              | Brasil                    |             |     |
| 1 de maio       | Leonardo Bonucci                 | futebolista                        | Itália                    |             |     |
| 4 de maio       | Francesc Fábregas                | futebolista                        | Espanha                   |             |     |
| 4 de maio       | Jorge Lorenzo                    | motociclista                       | Espanha                   |             |     |
| 6 de maio       | Dries Mertens                    | futebolista                        | Bélgica                   |             |     |
| 10 de maio      | Átila Abreu                      | automobilista                      | Brasil                    |             |     |
| 11 de maio      | Rafael Silva                     | judoca                             | Brasil                    |             |     |
| 11 de maio      | Monica Roşu                      | ginasta                            | Roménia                   |             |     |
| 11 de maio      | Kamaru Usman                     | artes marciais mistas              | Nigéria                   |             |     |
| 15 de maio      | Thaísa Daher                     | voleibolista                       | Brasil                    |             |     |
| 21 de maio      | David                            | futebolista                        | Brasil                    |             |     |
| 22 de maio      | Novak Đoković                    | tenista                            | Sérvia                    |             |     |
| 22 de maio      | Mikhail Aleshin                  | automobilista                      | Rússia                    |             |     |
| 22 de maio      | Arturo Vidal                     | futebolista                        | Chile                     |             |     |
| 6 de junho      | Cássio                           | futebolista                        | Brasil                    |             |     |
| 12 de junho     | Carlos Gilberto Nascimento Silva | futebolista                        | Brasil                    |             |     |
| 15 de junho     | Rohullah Nikpai                  | lutador                            | Afeganistão               |             |     |
| 16 de junho     | Per Ciljan Skjelbred             | futebolista                        | Noruega                   |             |     |
| 24 de junho     | Lionel Messi                     | futebolista                        | Argentina                 |             |     |
| 25 de junho     | Alissa Czisny                    | patinadora artística               | Estados Unidos            |             |     |
| 25 de junho     | Lauro César Chaman               | ciclista paraolímpico              | Brasil                    |             |     |
| 3 de julho      | Sebastian Vettel                 | automobilista                      | Alemanha                  |             |     |
| 7 de julho      | Luiz Augusto dos Anjos           | ginasta                            | Brasil                    |             |     |
| 16 de julho     | Mousa Dembélé                    | futebolista                        | Bélgica                   |             |     |
| 19 de julho     | Jon Jones                        | artes marciais mistas              | Estados Unidos            |             |     |
| 3 de agosto     | Bárbara Seixas                   | vôlei de praia                     | Brasil                    |             |     |
| 6 de agosto     | Carol Solberg                    | vôlei de praia                     | Brasil                    |             |     |
| 19 de agosto    | Nico Hulkenberg                  | automobilista                      | Alemanha                  |             |     |
| 20 de agosto    | Cătălina Ponor                   | ginasta                            | Roménia                   |             |     |
| 20 de agosto    | Simon Shnapir                    | patinador artístico                | Estados Unidos            |             |     |
| 2 de setembro   | Scott Moir                       | patinador artístico                | Canadá                    |             |     |
| 6 de setembro   | Anna Pavlova                     | ginasta                            | Rússia                    |             |     |
| 10 de setembro  | Alex Kaishauri                   | futebolista                        | Geórgia                   |             |     |
| 25 de setembro  | Yohansson Nascimento             | atleta paraolímpico                | Brasil                    |             |     |
| 1 de outubro    | Ketleyn Quadros                  | judoca                             | Brasil                    |             |     |
| 2 de outubro    | Mathías Cardacio                 | futebolista                        | Uruguai                   |             |     |
| 5 de outubro    | Foluke Akinradewo                | voleibolista                       | Estados Unidos            |             |     |
| 5 de outubro    | Javier Villa                     | automobilista                      | Espanha                   |             |     |
| 10 de outubro   | Tamires                          | Futebolista                        | Brasil                    |             |     |
| 11 de outubro   | Ariella Kaeslin                  | ginasta                            | Suíça                     |             |     |
| 24 de outubro   | Charlie White                    | patinador artístico                | Estados Unidos            |             |     |
| 6 de novembro   | Ana Ivanovic                     | tenista                            | Sérvia                    |             |     |
| 10 de novembro  | Jaba Lipartia                    | futebolista                        | Geórgia                   |             |     |
| 16 de novembro  | Amelie Kober                     | snowboarder                        | Alemanha                  |             |     |
| 16 de novembro  | Mounir Lazzez                    | artes marciais mistas              | Tunísia                   |             |     |
| 19 de novembro  | Iryna Krasnianska                | ginasta                            | União Soviética (Rússia)  |             |     |
| 22 de novembro  | Nelson Barahona                  | futebolista                        | Panamá                    |             |     |
| 27 de novembro  | Paul Craig                       | artes marciais mistas              | Inglaterra                |             |     |
| 3 de dezembro   | Alicia Sacramone                 | ginasta                            | Estados Unidos            |             |     |
| 6 de dezembro   | Alina Kozich                     | ginasta                            | União Soviética (Ucrânia) |             |     |
| 13 de dezembro  | Weverton                         | futebolista                        | Brasil                    |             |     |
| 18 de dezembro  | Miki Ando                        | patinadora artística               | Japão                     |             |     |
| 19 de dezembro  | Karim Benzema                    | futebolista                        | França                    |             |     |
| 31 de dezembro  | Émilie Le Pennec                 | ginasta                            | França                    |             |     |

## Mortes
| Data           | Nome           | Profissão           | Nacionalidade | Observações | Ref |
| -------------- | -------------- | ------------------- | ------------- | ----------- | --- |
| 2 de fevereiro | Castilho       | futebolista         | Brasil        | n. 1927     |     |
| 1 de abril     | Henri Cochet   | tenista             | França        | n. 1901     |     |
| 7 de abril     | Dénes Pataky   | patinador artístico | Hungria       | n. 1916     |     |
| 23 de agosto   | Didier Pironi  | automobilista       | França        | n. 1952     |     |
| 27 de novembro | António Sastre | futebolista         | Argentina     | n. 1911     |     |